# Melhania futteyporensis
Melhania futteyporensis är en malvaväxtart som beskrevs av William Munro och Maxwell Tylden Masters. Melhania futteyporensis ingår i släktet Melhania och familjen malvaväxter. Inga underarter finns listade i Catalogue of Life.